# Харес от Линдос
Харес от Линдос е древногръцки скулптор. Ученик е на Лизип. Той създава Родоския колос – статуята на богът на Слънцето Хелиос (Плиний, „Естествена история“ XXXIV.xviii.41).